# Onychionyx australicus
Onychionyx australicus är en skalbaggsart som beskrevs av Roger Paul Dechambre 2003. Onychionyx australicus ingår i släktet Onychionyx och familjen Dynastidae. Inga underarter finns listade i Catalogue of Life.